# Маркс, Шарль
Луи́ Шарль (Луи́с Карл) Ма́ркс (люкс. Louis Charles Marx, 26 июля 1903, Люксембург — 13 июня 1946, около городка Ла-Ферте-су-Жуар, Франция) — врач, руководитель Коммунистической партии Люксембурга, участник Сопротивления, министр правительства национального единства.

## Молодость
В 16 лет организовал группу «Социалистическая молодежь» (фр. Jeunesse Socialiste), в которую вступил и Гюстав Лебо. В 17 лет принимал активное участие в обсуждениях в Социал-демократическом кружке Люксембурга. Критиковал СДПЛ с революционных и антиэлитарных позиций. После отхода от неё — переименовывает организацию в «Коммунистическую молодежь» (фр. Jeunesses communistes).

## Доктор
В 1930-х учился на врача в Страсбурге и Париже. В 1933 году блестяще защитился на хирурга в Люксембурге. В 1935 году опубликовал свою диссертацию, в которой осмыслял опыт проведенных хирургических операций. С октября того же года — член французской ассоциации хирургов.
В начале 1936 года вернулся в Люксембург, где руководил хирургической клиникой Красного Креста.

## Война
10 мая 1940 года немецкие войска вторглись на территорию Люксембурга, после чего Шарль Маркс сбежал из страны во Францию. Там он записался в санитары французской армии и работал связным с люксембургским Сопротивлением.
В мае 1943 года организовал группу маки, но вынужден уйти в подполье, спасаясь от преследований гестапо. В 1944 году — организатор медицинской службы на освобождённом юге Франции, участвовал в битве за Лион, создании американо-французской хирургической службы.

## Министр
В 1945 году вернулся в Люксембург и был назначен министром социальной защиты и министром здравоохранения в правительстве национального единства.
Погиб с женой в автомобильной аварии в Ла-Ферте-су-Жуар. После его смерти министром стал Доминик Урбани.

## Труды
- Marx, Charles: Le fonctionnement de l’estomac après gastrectomie, Paris : Louis Arnette, 1935, 259 p. ill.; Travail de la Clinique chirurgicale de l’Hôtel-Dieu.